# Emile Duson
Emile Duson   (Semarang, 1 de desembre de 1904 - Tiga Runggu, 15 de març de 1942) va ser un jugador d'hoquei sobre herba neerlandès que va competir durant la dècada de 1920.
El 1928 va prendre part en els Jocs Olímpics d'Amsterdam, on va guanyar la medalla de plata com a membre de l'equip neerlandès en la competició d'hoquei sobre herba.